# Perifert inlagd central kateter

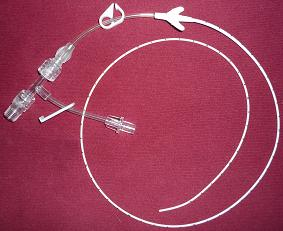
PICC före insättning

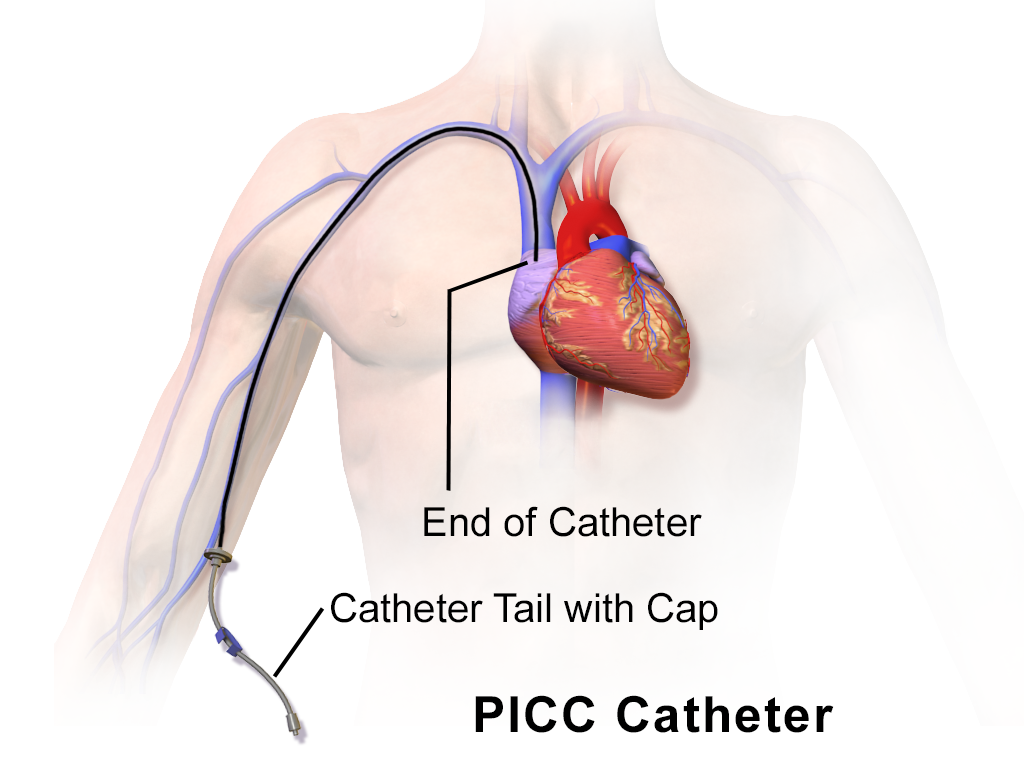
Illustration av en insatt kateter

En perifert inlagd central kateter, PICC (engelska Peripherally Inserted Central Catheter), även PICC-line, är en så kallad (central) venös infart, det vill säga en kateter som sätts på plats direkt i en ven för att man enkelt skall kunna injicera läkemedel. Katetern är cirka 45 cm lång och läggs in i överarmen och förs in till hålvenens övre tredjedel (vena cava superior). Hålvenen tillhör det centrala vensystemet där även kraftfulla, kärlretande läkemedel kan ges med få komplikationer. 
En perifert inlagd central venkateter kan sitta kvar i patienten i flera månader, vilket innebär att läkemedelsbehandling även kan ske i hemmet.

## Orsaker till att patienter får en PICC
- Kärlretande läkemedel (pH>9 och <5, samt hypotona och hypertona läkemedel)
- Ofta utförda blodprovstagningar
- Klinisk nutrition (fett-emulsioner och 10-20% glukoslösningar)
- Patienter med dåliga vener (svår venös access)
- Vårdtider längre än 5-7 dygn
- Långa vårdtider med intravenösa läkemedel
- Mätning av centralt ventryck
- Tätt byte av perifer venkateter (PVK)
- När central venkateter inte kan eller får läggas in
- Till patienter som är "stickrädda"

PICC läggs in av specialistutbildad sjuksköterska eller av anestesiolog (narkos- och IVA-läkare). Inläggningen görs enligt steril rutin och tar cirka 30 - 60 minuter.

## Komplikationer
Vid och efter inläggningen är det vanligt med viss smärta och ömhet i armen. Det kan även siva lite blod och serös vätska från själva insticket. Efter en tid finns även risk för infektioner och tromboser i venen där PICC sitter. Andra mycket ovanliga komplikationer kan vara hjärttamponad, luftemboli, endokardit, arytmier, samt extravasering (läckage av intravenöst infunderat och potentiellt skadligt läkemedel i den extravaskulära vävnaden runt infusionsstället).

### Notförteckning
1. ↑  Grahn, Anette; Ågebrant, Christina (13 sep 2018). ”PICC-line - Översikt”. Vårdhandboken. Vardhandboken. https://www.vardhandboken.se/katetrar-sonder-och-dran/picc-line/oversikt/. Läst 21 april 2019.
2. ↑  Eriksson, Anki Delin (5 jan 2018). ”Val av injektions- och infusionsställe”. Vårdhandboken. Vardhandboken. https://www.vardhandboken.se/vard-och-behandling/lakemedelsbehandling/cytostatika-cytotoxiska-lakemedel/administrering/. Läst 21 april 2019.